# Muscotah (Kansas)
Pour les articles homonymes, voir Muscotah.
Muscotah est une ville américaine située dans le comté d'Atchison, au Kansas. Selon le recensement de 2010, sa population est de 176 habitants.